# Feuilleea acrocephala
Feuilleea acrocephala là một loài thực vật có hoa trong họ Cucurbitaceae. Loài này được (Steud.) Kuntze mô tả khoa học đầu tiên năm 1891.